# دوناوشينغن

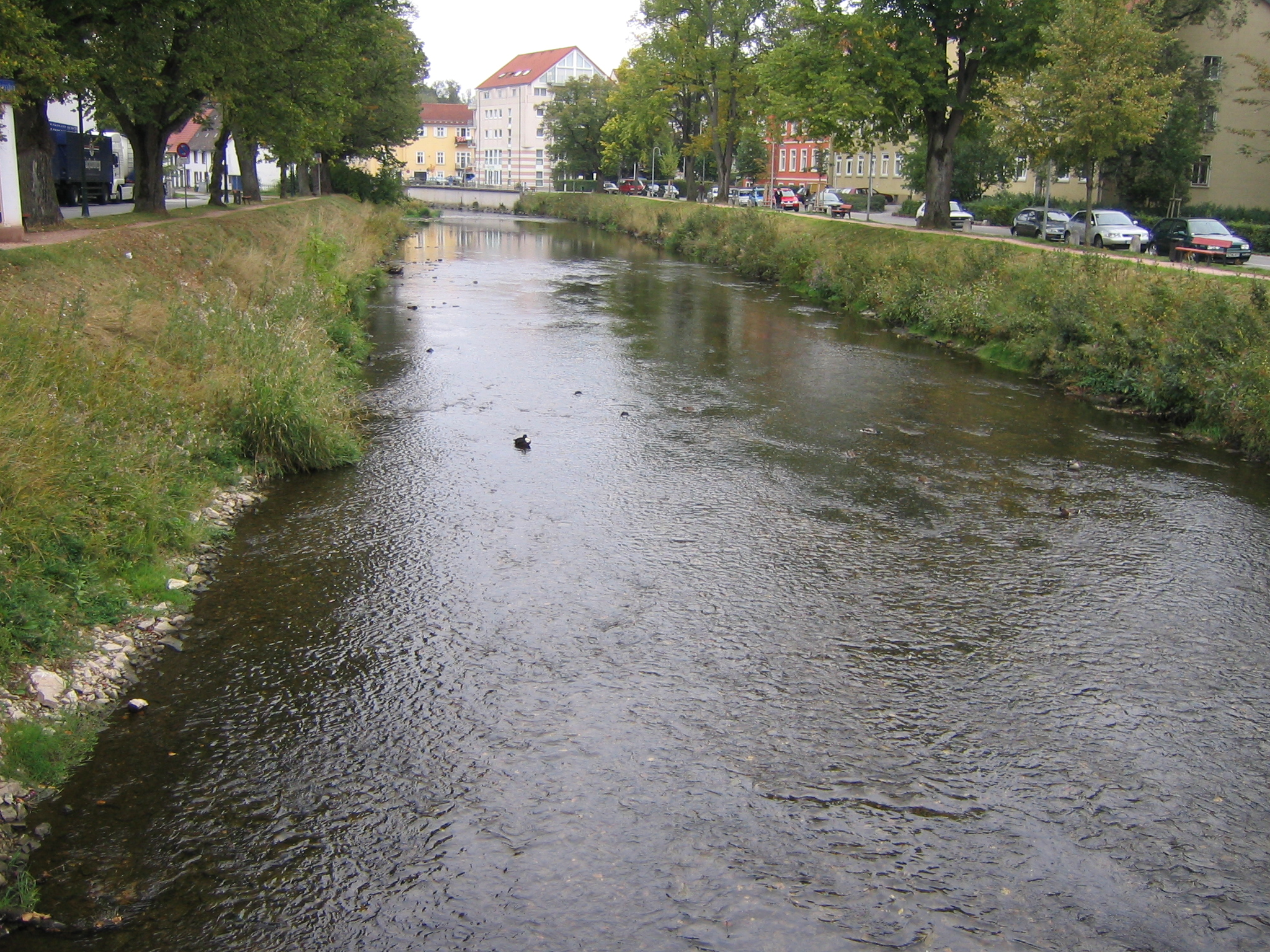
نهر بريجش في دوناوشينغن

دوناوشينغن (بالألمانية: Donaueschingen) مدينة ألمانية تقع جنوب غرب ولاية بادن-فورتمبيرغ ويلتقي عندها نهرا بريج وبريجش الذين ينبعان من الغابة السوداء في نفس الولاية ليشكلا نهر الدانوب، والمدينة قريبة من حدود سويسرا وفرنسا.

## السكان
يبلغ عدد سكانها حوالي 21300 نسمة.

## توأمة
لدوناوشينغن اتفاقيات توأمة مع كل من:
- سافيرن
- فاك
- كامينوياما

## معرض صور

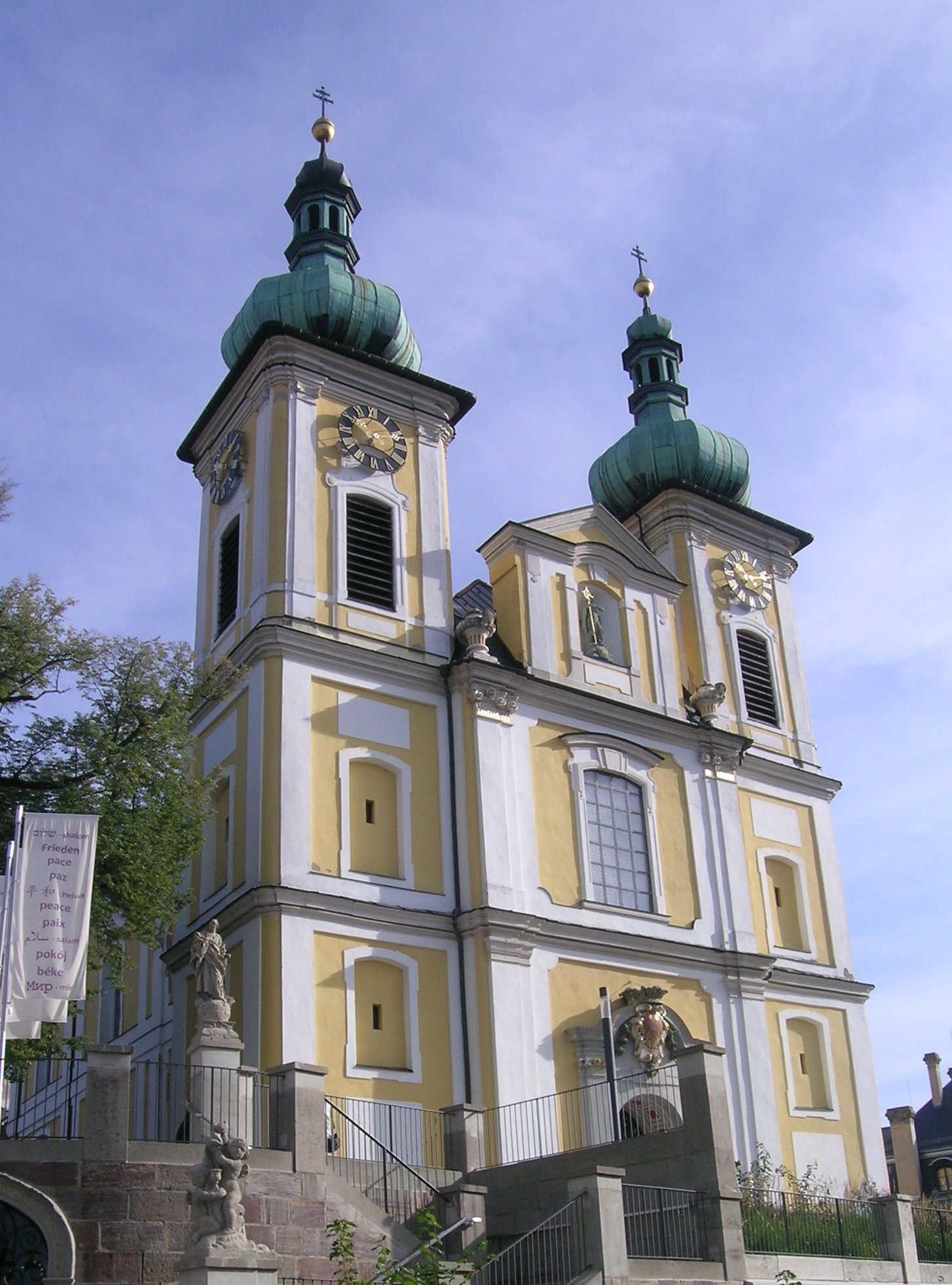
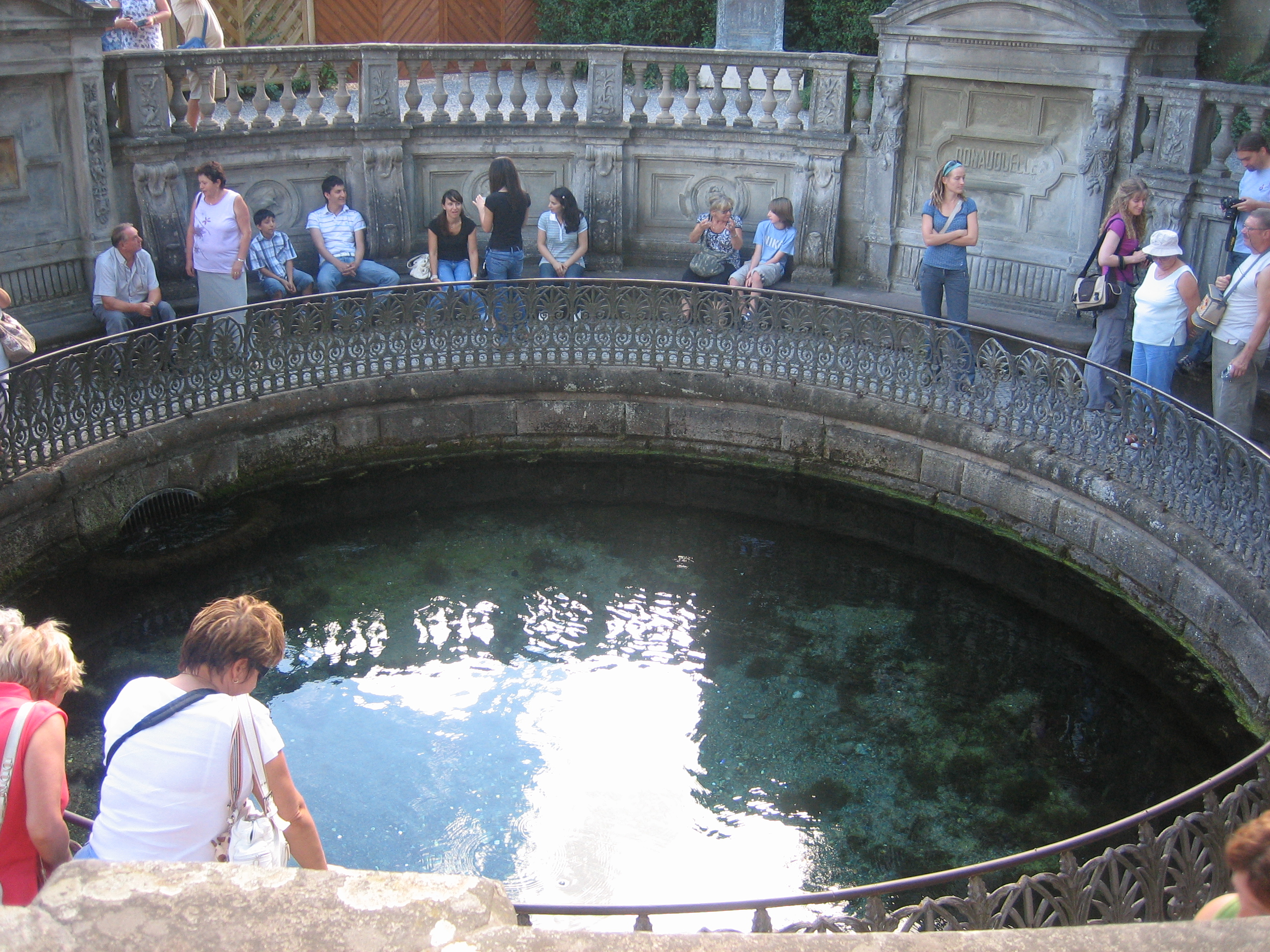
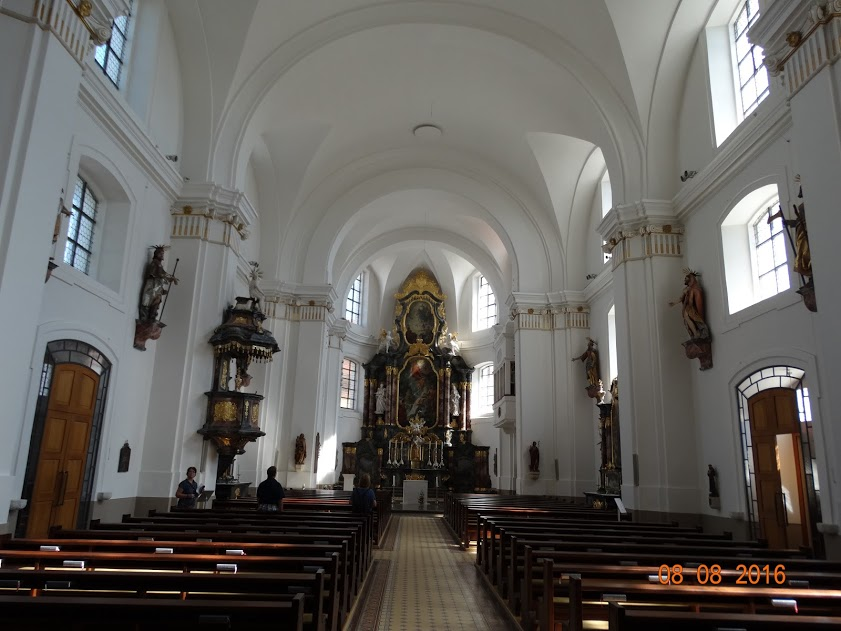

## أعلام
- باول ليندنر
- جوسيف فيالا
- كريستوف كيسلر
- هانز إيسيل

## وصلات خارجية
- Homepage for Donaueschingen
- (بالألمانية)

```
Information about the Donaueschingen region
```

- Sport in Donaueschingen